# Coca de patata
La coca de patata és una coca dolça típica de Mallorca. Són molt populars les fetes a Valldemossa, al forn de Can Molinas.
Es prepara amb patates, ous, sucre i greix per la llauna.
Hi ha formes de preparar-la que inclouen farina i llevat. Després de treure la coca del forn cal deixar-la reposar una estona abans de menjar-la. Es pot perfumar amb canyella en pols.